# Микеладзе, Георгий
Микеладзе Георгий (груз. მიქელაძე  გიორგი) — князь, глава рода Микеладзе, политический деятель Западной Грузии конца XVII, начала XVIII веков.

## Происхождение
В конце XVII века главой рода Микеладзе становится Георгий, сын Отии Микеладзе, а также его родственники Паата и Макар Микеладзе.
Георгий Микеладзе имел родственные связи с Имеретинским и Картлийским Царскими Домами. Его дочь Хорешан была замужем за Картлийским царём Георгием XI (1676—1709), а его сестра — Севдиа — была женой Мегрельского Владетеля Георгия Липартиани.
Вторая сестра Георгия Микеладзе была замужем за Аргветским князем Паатой Абашидзе.
Сам Георгий Микеладзе был женат на сестре Рачинского Эристави.

## Биография
Георгий Микеладзе принимал активное участие в сражении при Рокити (1684 год), на стороне имеретинского царя Александра IV.
В междоусобных войнах периода 1687—1691 годов князь Георгий Микеладзе сначала поддерживал Картлийского царя Арчила II (1661—1698), в его притязаниях на имеретинский престол, однако позже он перешел на сторону законного наследника имеретинского трона, царевича Георгия, будущего царя Георгия VI. Действуя таким образом, князь Георгий Микеладзе стремился упрочить собственную власть и иметь влияние над имеретинскими дворянами. Однако в процессе политических игр Георгий Микеладзе вступил в противоречие с племянником и зятем, которые враждовали с Георгием VI.
Большинство имеретинских феодалов не признавали власть Георгия VI. При таких обстоятельствах Георгий VI, по совету Георгия Микеладзе женился на его внучке Родам Багратиони, дочери Картлийского царя Георгия XI (1676—1709) и Хорешан Микеладзе. Таким образом, князь Георгий Микеладзе хотел укрепить власть имеретинского царя Георгия VI, а самому возвысится над имеретинскими феодалами, но царство Георгия VI распалось. Фактический владетель Мегрелии Георгий Липартиани и князь Георгий Абашидзе завладели землями Сачилао-Самикелао, а сам Георгий Микеладзе был вынужден переселиться к своему зятю в Картли, где он прожил с 1703 по 1707 годы. Дальнейшая судьба Георгия Микеладзе неизвестна.